# Sean Parnell
Sean Parnell (Hanford, Califórnia, 19 de novembro de 1962) é um político norte-americano e ex-governador do Alaska, membro do Partido Republicano. É advogado e já trabalhou para a indústria do petróleo. 
Assumiu a posição de governador do estado do Alaska em 26 de julho de 2009, após a renúncia da governadora Sarah Palin, de quem era o vice eleito.